# Station Goczałkowice
Station Goczałkowice is een spoorwegstation in de Poolse plaats Goczałkowice.